# Driolèstids
|  | Per a altres significats, vegeu «Driolèstides». |

Els driolèstids (Dryolestidae) foren un grup abundant i divers de mamífers del Mesozoic. Es distingien dels seus parents per les dues característiques següents:
- Les seves molars superiors i inferiors estaven escurçades mesiodistalment i engrandides labiolingualment.
- L'arrel anterior de les molars inferiors era més robusta i grossa.